# Берелович, Александр Леонидович
Александр Леонидович Берелович (род. 2 июля 1967, Харьков) — немецкий, ранее украинский шахматист, гроссмейстер (1997).
С шахматами познакомился в пятилетнем возрасте. Первый тренер — Сергей Александрович Шедей. Занимался в ш/к «Пешка» (Харьков), затем у Александра Вайсмана. В 2001 году переехал в Германию. Чемпион Украины (2001). Женат, имеет двоих дочерей.

## Изменения рейтинга
| Графики недоступны из-за технических проблем. См. информацию на Фабрикаторе и на mediawiki.org. |